# Conkle Lake Park
Conkle Lake Park är en park i Kanada.   Den ligger i provinsen British Columbia, i den södra delen av landet, 3 300 km väster om huvudstaden Ottawa. Conkle Lake Park ligger 1 062 meter över havet.
Terrängen runt Conkle Lake Park är lite bergig. Trakten runt Conkle Lake Park är nära nog obefolkad, med mindre än två invånare per kvadratkilometer..
I omgivningarna runt Conkle Lake Park växer i huvudsak barrskog.